# Amasya (province)
La province d'Amasya est l'une des 81 provinces (en turc : il, au singulier, et iller au pluriel) de la Turquie.
Sa préfecture (en turc : valiliği) se trouve dans la ville éponyme d'Amasya.

## Géographie
Sa superficie est de 5 690 km2.

## Population
Au recensement de 2000, la province était peuplée de 359 265 habitants, soit une densité de population de 65 hab./km2.
| 2000    | 2001    | 2002    | 2003    | 2004    | 2005    | 2006    | 2007    | 2008    |
| ------- | ------- | ------- | ------- | ------- | ------- | ------- | ------- | ------- |
| 333 927 | 333 768 | 333 110 | 332 271 | 331 491 | 330 739 | 329 956 | 328 674 | 323 675 |

| 2009    | 2010    | 2011    | 2012    | 2013    | 2014    | 2015    | 2016    | 2017    |
| ------- | ------- | ------- | ------- | ------- | ------- | ------- | ------- | ------- |
| 324 268 | 334 786 | 323 079 | 322 283 | 321 977 | 321 913 | 322 167 | 326 351 | 329 888 |

| 2018    | 2019    | 2020    | 2021    | 2022    | 2023    | - | - | - |
| ------- | ------- | ------- | ------- | ------- | ------- | - | - | - |
| 337 508 | 337 800 | 335 494 | 335 331 | 338 267 | 339 529 | - | - | - |

## Administration
La province est administrée par un préfet (en turc : vali).

## Subdivisions
La province est divisée en sept districts (en turc : ilçe, au singulier).